# 무하자재량행사청구권
무하자재량행사청구권(無瑕疵裁量行使請求權, Anspruch auf fehlerfreie Ermessensausübung)이란 재량행위영역에서 개인이 행정청에 대하여 종국처분에 이르는 과정에 있어서 하자 없는 적법한 재량처분을 요구하는 공권을 말한다.
재량행위의 경우에는 무하자재량행사청구권이 인정되고 행정개입청구권은 원칙상 인정되지 않지만 재량권이 영으로 수축하는 경우에는 무하자재량행사청구권이 행정개입청구권으로 전환되어 행정개입청구권이 인정된다. 행정개입청구권의 보장으로 위한 가장 적절한 소송수단은 의무이행소송이지만 현행법상 인정되지 않고 있다.
행정작용이 수익적 행정행위인 경우뿐만 아니라 부담적 행정행위인 경우에도 적용될 수 있다.

## 의의
행정청에 재량권이 부여된 경우에(결정재량이든 선택재량이든 불문), 상대방 기타 이해관계인이 행정청에 대하여 하자 없는 재량권 행사를 청구하는 공권을 말한다.(광의설-다수설) 한편, 행정청이 결정재량권을 갖지 못하고 선택재량권만 가지는 경우에 있어서 하자 없는 재량권 행사를 청구하는 공권으로 파악하는 견해도 있다.(협의설)

## 띠톱사건
주거지역에 설치된 석탄제조 및 하역업소에서 사용하는 띠톱에서 배출되는 먼지와 소음으로 피해를 받고 있던 인근주민이 행정청에 조업금지처분을 발할 것을 청구하였는데 독일연방재판소는 이 사건에서 경찰법상의 일반수권조항의 해석에 있어 먼저 인근주민의 무하자재량행사청구권을 인정하고, 이어서 재량권의 영으로의 수축이론에 의거하여 원고의 청구를 인용하였다.

## 판례
- 상당수 행정법학자는 검사임용거부처분 취소청구사건에서 독자적인 권리로서의 무하자재량행사청구권이 처음 인정된 것으로 보고 있으나 홍정선 교수는 이 판결을 독자적인 권리로서 무하자재량행사청구권을 인정한 판례로 보는 것은 타당하지 않다고 본다.[1]

## 같이 보기
- 행정개입청구권
- 의무이행소송
- 개인적 공권

## 참고 문헌
- 김철용, 행정법, 고시계사, 2012. ISBN 9788958223832
- 김철용, 행정법입문, 고시계사, 2010. ISBN 9788958223061
- 조연팔, 무하자재량행사청구권의 법리에 관한 연구, 공법학연구 제11권 제2호 (2010년 5월), 한국비교공법학회, 2010년.